# 20. Panzergrenadier-Division
La 20. Panzergrenadier-Division ou « 20e Panzergrenadier-Division » (littéralement en français : la « 20e division blindée de grenadiers ») était une division d'infanterie mécanisée (en allemand : Panzergrenadier-Division) de l'Armée de terre allemande (la Heer), au sein de la Wehrmacht, pendant la Seconde Guerre mondiale.

## Création de la20ePanzergrenadier Division
1er octobre 1934 : création de la « Reichswehr Hamburg ». 

En septembre 1939 l’unité porte le nom de 20 Infanterie Division

Une partie des éléments de la division forme la 10e Panzerdivision

En 1941 elle devient 20 Infanterie Division Motorisée

En juin 1943 elle devient la 20. Panzergrenadier Division

## Composition
Composition de la 20. Panzergrenadier Division en juin 1943 : 
- Grenadier Regiment motorisé 76
- Grenadier Regiment motorisé 90
- Panzer Aufklärungs Abteilung 120 (Groupe de reconnaissance)
- Panzer Abteilung 8 (Bataillon de chars)
- Panzerjäger Abteilung 20 (Groupe de chasseurs de chars)
- Artillerie Regiment 20
- Flak Artillerie Abteilung 284 (Groupe de Flak)

## Histoire de la20ePanzergrenadier Division au combat
La 20e division d'infanterie est créée le 1er octobre 1934 à Hambourg sous le nom de « Reichswehr Hamburg ». Les régiments d'infanterie sont formés à partir du 6e régiment d'infanterie de la 2e division de la Reichswehr. 
À la fin de l'année 1937, la division est motorisée. En octobre 1938, rattachée au 16e corps d'armée, elle participe à la crise des Sudètes avant de participer en 1939 à la campagne de Pologne puis en 1940 à la bataille de France.
En 1941, dans le cadre de l'opération Barbarossa, elle rejoint le groupe d'armées Centre, participe à la prise de Brest-Litovsk et combat devant Bialystock et Minsk. En juillet 1941, elle est envoyée dans la partie nord du front oriental, où elle participe aux opérations sur le Danube vers Vitebsk et est présente à la bataille de Smolensk.
De septembre 1941 à juillet 1942 elle est rattachée au groupe d'armées nord la division se trouvait dans la région de Tchoudovo dans le secteur de Volkhov et participe aux opérations contre Leningrad au sud du lac Ladoga et combat pour éliminer les têtes de pont soviétiques d'Annenskoje et de Lobanow et occuper Schlüsselburg. 
Durant l'hiver 1941-1942, elle combat à Tikhvine.
En juillet 1943 devenue le 20. Panzergrenadier Division l'unité rejoint le groupe d'armées Sud et se bat en Ukraine à Kamianets-Podilskyï puis Brody.
Au printemps 1944, la division parvient à se dégager de la poche de Kamianets-Podilskyï. En octobre 1944  elle passe sous les ordres du Généralleutnant Georg Jauer (en) et se trouve alors sur la Vistule avec le 47e corps de blindés face à la tête de pont de Baranov.
Au début de 1945, elle se bat en Silésie puis sur l’Oder puis en mars 1945 aux côtés de la Panzerdivision Müncheberg elle retient l'Armée rouge autour de Küstrin, sur l'Oder avant d'être mise en déroute le 27 mars.
En mai 1945, elle est prise par l'Armée rouge sur l’Oder.